# Google Contacts
 (janvier 2021).
Si vous disposez d'ouvrages ou d'articles de référence ou si vous connaissez des sites web de qualité traitant du thème abordé ici, merci de compléter l'article en donnant les références utiles à sa vérifiabilité et en les liant à la section « Notes et références ».
Google Contacts est l'outil de gestion de carnets d'adresses de Google. L'outil est disponible dans le service de messagerie gratuit Gmail, en tant que service autonome, et dans le cadre de la suite d'applications web Google Workspace destinées aux entreprises.

## Caractéristiques
- Classement des contacts par prénom ou par nom de famille
- Fonctions de recherche avancées
- Enregistrement automatique des modifications apportées aux contacts
- Possibilité de restaurer la base de données à partir de n'importe quelle version des 30 derniers jours
- Recherche et fusion facile des doublons
- Disponibilité de raccourcis clavier pour une manipulation simplifiée
- Intégration avec d'autres produits Google

## Interopération
Google Contacts peut être synchronisé avec des appareils mobiles et des systèmes d'exploitation (par exemple, Android, Symbian OS, iOS, BlackBerry, Palm OS, Pocket PC ou Windows Phone) ou avec des applications PC (par exemple, Microsoft Outlook ou Mozilla Thunderbird) via un logiciel tiers et l'application Google Sync (en) de Google. En outre, tout système pouvant se synchroniser via ActiveSync de Microsoft peut se synchroniser avec Google Contacts. La synchronisation est aussi possible pour les appareils qui prennent en charge la norme SyncML.